# Vologaz I. Partski
Vologaz I. Partski (u izvorima još u oblicima: Vologases, Vologaeses, Vologeses, a kod zaratustrijanskih izvora: Valakhsh (farsi: بلاش , Balāsh) je bio vladarom Partskog Carstva. Vladao je od oko 51. do 78. godine. Sin je Vonona II. i njegove tračke priležnice. Svom bratu Pakoru II. je dao kraljevstvo Atropatenu. Osvojio je armensko kraljevstvo za svog drugog brata Tiridata I. Ovo je dovelo do dugogodišnjeg rata s Rimskim Carstvom (54. – 63.), kojeg je s rimske strane vodio general Gnaj Domicije Korbul.
Vologazov se sin Vardan II. Partski bio pobunio protiv njega te kratko vladao partskom državom. Pretpostavlja se da je zauzeo Ekbatanu.
Nakon što je Vologaz umro, Pakor se pobunio protiv sinovca odnosno bratova nasljednika na prijestolju, Vologaza II. Partskog (oko 78. – 80.), porazivši ga i skinuvši ga s prijestolja.

## Baština
Imao je četvero braće koji su bili na prijestoljima Partije i Armenije: Pakora II., Hozroja I., Mitridata IV. i Tiridata I.
Osim Vologaza II., imao je sina Vardana II.